# 杉山美紗
杉山美紗（すぎやま みさ，1990年9月25日—），日本女子花樣游泳运动员。神奈川縣出生，畢業於北の台中学校及松陽高校，現就讀於國士館大學。

## 生涯
2010年，與隊友參加廣州亞運會花樣游泳比賽的集體及自由組合比賽，奪得兩面銀牌。